# Саво Павићевић
Саво Павићевић (Ловћенац, 11. децембар 1980) бивши је црногорски фудбалер а садашњи фудбалски тренер.

## Играчка каријера
Павићевић је рођен у Ловћенцу и фудбал је почео да игра у тамошњем ФК Његош. Афирмацију је стекао у Хајдуку из Куле у ком је играо док је клуб наступао у највишем рангу такмичења. Током зимске паузе у сезони 2007/08. прешао је у новосадску Војводину. Након полусезоне у Војводини, Павићевић је у мају 2008. потписао за немачког бундеслигаша Енерги Котбус. Са Котбусом је испао из немачке Бундеслиге на крају сезоне 2008/09. након чега је каријеру наставио у грчкој Кавали. Две сезоне је затим провео у Макабију из Тел Авива након чега је играо за Омонију, Хапоел Тел Авив и Анортозис. У јануару 2014. потписао је уговор са београдском Црвеном звездом. Провео је наредне две и по године у клубу и учествовао је у освајању две шампионске титуле (2014. и 2016). У сезони 2016/17. наступао је за суботички Спартак након чега је завршио играчку каријеру.
За сениорску репрезентацију Црне Горе дебитовао је 24. марта 2007. године у победи 2 : 1 над Мађарском. Забележио је укупно 39 наступа за црногорски национални тим.

## Тренерска каријера
Тренерску каријеру почео је у суботичком Спартаку где је радио као помоћник прво Андреју Чернишову а затим и Александру Веселиновићу. Први самостални посао имао је у суботичком српсколигашу Бачкој 1901 да би се у октобру 2020. вратио у стручни штаб градског ривала Спартака као помоћник главном тренеру Владимиру Гаћиновићу. Након тога је био у нишком Радничком као помоћни тренер Радославу Батаку. Током лета 2022. године кратко је био шеф стручног штаба Радничког 1912 из Сомбора. Поново се вратио у Спартак у сезони 2022/23. као помоћни тренер у стручном штабу Љубише Дунђерског. На почетку сезоне 2023/24. по други пут је сарађивао са Радославом Батаком али овога пута у новосадској Војводини. У марту 2024. преузео је функцију шефа стручног штаба новосадског српсколигаша Кабела.

## Трофеји
Омонија
- Суперкуп Кипра (1) : 2012.

Црвена звезда
- Суперлига Србије (2) : 2013/14, 2015/16.